# Alois Eliáš
Alois Eliáš, né le 29 septembre 1890 à Prague où il est mort le 19 juin 1942, est un général et homme politique tchécoslovaque, héros de la résistance nationale de la Tchécoslovaquie pendant la Seconde Guerre mondiale.
Il est chef du gouvernement du protectorat de Bohême-Moravie de 1939 à 1941. Ses activités de résistant lui valent d'être le seul Premier ministre d'un État occupé par les nazis à avoir été exécuté.

## Biographie
Eliáš étudie à l'École supérieure technique impériale et royale de Prague. Durant la Première Guerre mondiale, en tant que soldat autrichien, il est fait prisonnier sur le front russe. Il rejoint alors les légions tchécoslovaques et suit une école d'officiers en France. Il prend part aux combats de la bataille de Verdun. À la naissance de la Tchécoslovaquie, à fin 1918, il prend une part active à l'occupation de Český Těšín / Cieszyn (Teschen), ville de Silésie alors disputée entre la Pologne et la Tchécoslovaquie.
Après un passage à l'École supérieure de guerre de Paris, il est nommé à l'état-major et à la direction du Sokol. En 1936, il est nommé général de division. Lors de la Seconde république tchécoslovaque (de septembre 1938 à mars 1939), il est haut fonctionnaire dans le gouvernement intérimaire de Rudolf Beran, puis ministre des Transports. À la suite de la démission de Beran, il devient Premier ministre du gouvernement du Protectorat sous la présidence d'Emil Hácha.
Il rejoint les rangs du mouvement résistant « Défense de la Nation » (Obrana národa), surtout constitué d'officiers, qu'ils soient d'active ou de réserve. Il est en contact avec le gouvernement en exil d'Edvard Beneš et les mouvements de la résistance intérieure tchèque. Après la fusion de ces mouvements (à l'exception du Parti communiste tchèque) en une direction centrale de la résistance tchèque (ÚVOD) (cs), il en devient un membre actif.
Le nouveau « vice-gouverneur » Reinhard Heydrich prend ses fonctions le 29 septembre 1941 et fait immédiatement arrêter Eliáš lequel est condamné à la peine de mort pour haute trahison et alliance avec l'ennemi. L'exécution du jugement est néanmoins reportée. Edvard Beneš, depuis Londres, enjoint Emil Hácha à la démission en geste de protestation contre cette condamnation. Ce dernier se contente de demander un recours en grâce. Eliáš est cependant exécuté, le 19 juin 1942, au champ de tir de Kobylisy, à la suite de l'attentat de fin mai 1942 qui coûte la vie à Heydrich.
Durant la période communiste, Eliáš est considéré par les historiographes du régime comme un collaborateur nazi. Ses restes sont recherchés, puis récupérés par sa femme, un temps cachés chez un ami de la famille. Ils ont été déposés avec ceux de son épouse Jaroslava Eliášová, au mémorial national de Vítkov, le 7 mai 2006, avec les honneurs militaires.